# Great Mackerel Beach
Great Mackerel Beach är en del av en befolkad plats i Australien. Den ligger i kommunen Pittwater och delstaten New South Wales, i den sydöstra delen av landet, omkring 30 kilometer norr om delstatshuvudstaden Sydney. Antalet invånare är 103.
Trakten är tätbefolkad. Närmaste större samhälle är Dee Why, omkring 17 kilometer söder om Great Mackerel Beach. Genomsnittlig årsnederbörd är 1 380 millimeter. Den regnigaste månaden är februari, med i genomsnitt 200 mm nederbörd, och den torraste är juli, med 36 mm nederbörd.